# Das Recht auf Leben
Das Recht auf Leben (Originaltitel: Silicon Avatar) ist die vierte Folge der fünften Staffel der US-amerikanischen Science-Fiction-Fernsehserie Raumschiff Enterprise – Das nächste Jahrhundert. Sie wurde in den Vereinigten Staaten über Syndication vermarktet und erstmals am 14. Oktober 1991 auf verschiedenen Fernsehsendern ausgestrahlt. In Deutschland war sie zum ersten Mal am 31. März 1994 in einer synchronisierten Fassung auf Sat.1 zu sehen.

## Handlung
Im Jahr 2368 bei Sternzeit 45122.3 hilft ein Außenteam von der Enterprise bei der Errichtung einer Kolonie auf dem Planeten Melona IV. Während das Schiff anderweitig beschäftigt ist, wird die Kolonie plötzlich von einem im Weltraum lebenden Kristallinwesen angegriffen, das sämtliches Leben von der Planetenoberfläche aufsaugt. Da die Enterprise bereits vier Jahre zuvor auf ein solches Wesen getroffen war, weiß der erste Offizier Will Riker sofort, dass große Gefahr droht, und ordnet die Evakuierung der Kolonisten in ein nahe gelegenes Höhlensystem an. Zwei Personen werden von dem Kristallinwesen getötet, doch alle anderen können sich in die Höhlen retten, wo sie bis zur Rückkehr der Enterprise ausharren.
Als sie schließlich gerettet werden, ist die komplette Oberfläche des Planeten verwüstet. Die Enterprise meldet diesen Vorfall an das Sternenflottenkommando und soll daraufhin weitere Untersuchungen anstellen. Zur Unterstützung der Besatzung kommt die Wissenschaftlerin Kila Marr an Bord, die ihr Leben der Erforschung des Kristallinwesens gewidmet hat. Marr ist erstaunt, denn bei elf weiteren bekannten Angriffen durch das Wesen hat es bislang nie Überlebende gegeben. Der zweite Offizier, der Android Data, spekuliert, dass gewisse Mineralien das Höhlensystem vielleicht wirkungsvoll abschirmen konnten. Picard ordnet an, dass Marr und Data zusammenarbeiten, doch Marr fühlt sich dabei sehr unwohl.
Als die beiden das Höhlensystem genauer untersuchen, erklärt sie den Grund für ihr Unbehagen: Data wurde in der Kolonie auf Omicron Theta gefunden, die ebenfalls von dem Kristallinwesen ausgelöscht wurde. Als die Enterprise vor vier Jahren nach Omicron Theta zurückgekehrt war, wurde dort auch Datas Bruder Lore gefunden und es hatte sich herausgestellt, dass er mit dem Wesen in Verbindung stand und die Kolonie an dieses verraten hatte. Unter den Toten befand sich auch Marrs damals 16-jähriger Sohn Raymond. Marr hat den Verdacht, dass auch Data mit dem Wesen kommunizieren kann und es dazu gebracht hat, die Kolonisten auf Melona IV zu verschonen. Data versichert Marr, dass sich seine Programmierung von der Lores unterscheidet und er zu ähnlich schlechten Taten wie sein Bruder gar nicht im Stande ist.
Als sie zurück auf der Enterprise sind, kann der Brecht’sche Schwarm als nächstes Ziel des Kristallinwesens ermittelt werden. Picard lässt einen Verfolgungskurs setzen. Marr stellt einen Plan vor, um das Wesen mit einem modifizierten Photonentorpedo zu vernichten. Picard lehnt das jedoch ab, denn er will einen Weg finden, um mit dem Wesen zu kommunizieren, und ordnet an, dass Marr und Data ihre Arbeit darauf konzentrieren. Kurz darauf erreicht die Enterprise ein Notruf des Frachtschiffs Kallisko, das von dem Kristallinwesen angegriffen wird. Als die Enterprise die Kallisko erreicht, findet sie keine Überlebenden vor.
Während ihrer Zusammenarbeit legt Marr ihre Feindseligkeit gegenüber Data ab, als sie erfährt, dass er die Erinnerungen der Kolonisten von Omicron Theta gespeichert hat, darunter auch die ihres Sohnes. Data ist in der Lage, aus Raymonds Tagebüchern zu rezitieren, was Marr emotional sehr berührt.
Die beiden entwickeln eine Methode, um mit einem Gravitonenstrahl Kontakt mit dem Kristallinwesen aufzunehmen. Tatsächlich funktioniert der Plan: Das Wesen stoppt, zeigt Interesse und scheint sogar zu antworten. Während Data versucht, die Antwort zu entschlüsseln, will Marr etwas anderes ausprobieren: Anstelle eines pulsierenden Strahls will sie einen konstanten Strahl aussenden. Dies ist für das Wesen aber anscheinend unangenehm. Zu spät bemerkt die Besatzung der Enterprise, dass Marr ihre Änderung mit einem Zugangscode gesichert hat. Bevor sie rückgängig gemacht werden kann, wird das Wesen durch den Strahl vernichtet. Marr ist offensichtlich geistig nicht mehr stabil und sie erklärt, sie habe es für ihren Sohn Raymond getan. Auf Picards Anweisung begleitet Data sie in ihr Quartier und sie kann zeitweilig nicht mehr zwischen ihm und ihrem Sohn unterscheiden. Auf der Grundlage von Raymonds Erinnerungen kommt Data zu dem Schluss, dass dieser Marrs Tat nicht gutgeheißen hätte, denn er war immer stolz auf ihre wissenschaftliche Leistung, doch durch die Tötung des Wesens ist ihre Karriere nun beendet.

## Verbindungen zu anderen Star-Trek-Produktionen
Die Handlung von Das Recht auf Leben baut auf der Folge 1.13 (Das Duplikat) von Raumschiff Enterprise – Das nächste Jahrhundert aus dem Jahr 1988 auf, in der Datas Herkunft aus der Kolonie Omicron Theta, sein Bruder Lore und das Kristallinwesen eingeführt wurden.

## Produktion

### Drehbuch
Die Idee zu einer Fortsetzung von Das Duplikat stammte von Lawrence V. Conley. Eigentlich wollte das Produktionsteam zu diesem Zeitpunkt keine Sequels drehen, doch Jeri Taylor gefiel die Geschichte. Besonders reizvoll fand sie die Besessenheit von Kila Marr mit dem Kristallinwesen, in der sie eine Parallele zu Moby Dick sah. Taylor schrieb daher ein Drehbuch auf Grundlage von Conleys Geschichte. Für Conley war dies seine einzige Drehbucharbeit.
Die genaue Bedeutung des Originaltitels Silicon Avatar ist nicht ganz klar. Das Wort „Avatar“ hat im Englischen mehrere Bedeutungen. Hier wurde es offenbar im Sinne von „Wissensspeicher“ verwendet. Der Titel dürfte sich damit auf Data und die in ihm gespeicherten Erinnerungen der Kolonisten beziehen.

### Darsteller
Ellen Geer, Darstellerin von Kila Marr, ist die Tochter von Herta Ware, die in Folge 1.06 (Der Reisende) von Raumschiff Enterprise – Das nächste Jahrhundert Yvette Picard gespielt hatte, und die Mutter von Willow Geer, die in Folge 1.04 (Unbedingte Offenheit) von Star Trek: Picard eine romulanische Geflüchtete spielte.
Susan Diol, Darstellerin von Carmen Davila, spielte auch die Vidiianerin Danara Pel in zwei Folgen der zweiten Staffel von Star Trek: Raumschiff Voyager.
Sowohl Jason Marsden, der den von Data imitierten Raymond Marr sprach, als auch der unbekannte Sprecher des nur über Funk zu hörenden Captains der Kallisko erhielte keine Erwähnung in den Credits der Folge.

### Kulissen
Als Drehort für die Kolonie auf Melona IV diente die Golden Oak Ranch im Santa Clarita Valley nördlich von Los Angeles.

### Modelle und Effekte
Wie schon in Das Duplikat wurde das Kristallinwesen vollständig mittels CGI erzeugt. Für die 2012 erschienene Remastered-Version wurde ein neues Modell erstellt.
Für die Darstellung der Kallisko wurde eine Aufnahme von Kivas Fajos Schiff aus Folge 3.22 (Der Sammler) wiederverwendet. Bei diesem handelte es sich seinerseits um das modifizierte Husnok-Raumschiff aus Folge 3.03 (Die Überlebenden auf Rana-Vier).

## Rezeption
Keith DeCandido bewertete Das Recht auf Leben 2012 auf tor.com als eine ziemlich schlechte Folge von Raumschiff Enterprise – Das nächste Jahrhundert, die daran krankt, dass die Rolle der Kila Marr zu schlecht geschrieben sei. Zunächst ist sie Data gegenüber extrem feindselig eingestellt und das nur wegen Verbrechen, die Lore begangen hat. Als sie erfährt, dass Data die Erinnerungen ihres Sohnes gespeichert hat, wechselt ihr Verhalten unvermittelt zu Freundlichkeit. Ihr völliger psychischer Zusammenbruch, durch den sie nicht mehr zwischen Data und ihrem Sohn unterscheiden kann, kommt schließlich völlig aus dem Nichts.